# Венес (община)
Община Венес (на шведски: Vännäs kommun) е разположена в лен Вестерботен, северна Швеция с обща площ 558 km2 и население 8583 души (към 31 декември 2013). Административен център на община Венес е едноименния град Венес.